# Liste des chaînes de télévision au Liban
 (décembre 2020).
Si vous disposez d'ouvrages ou d'articles de référence ou si vous connaissez des sites web de qualité traitant du thème abordé ici, merci de compléter l'article en donnant les références utiles à sa vérifiabilité et en les liant à la section « Notes et références ».
Cet article présente la liste des chaînes de télévision au Liban. Il faut noter que les chaînes de télévision dites « libanaises » les plus connues des publics libanais et international sont diffusées depuis le territoire libanais et sont détenues par des entreprises libanaises spécialisées dans l'audiovisuel, étant donné que de nombreuses chaînes destinées au public libanais (ou parfois panarabe) et diffusant depuis différents territoires ont vu le jour et ne sont pas autant connues que les premières. Ces chaînes peuvent être détenues quant à elles par des entreprises non-libanaises (souvent émiraties) que libanaises. À savoir qu'il existe des chaînes de télévision diffusées depuis le Liban mais destinées à des publics exclusivement non-libanais (souvent irakiens, syriens, kurdes ou nord-africains), celles-ci ne sont pas citées dans le présent article.
Les chaînes de télévision au Liban sont diffusées selon les standards PAL et PAL/SECAM et peuvent être reçues par plusieurs moyens à travers le monde, que ce soit par câble, satellite, web (ou IPTV) et jusqu’à la fin de 2019 (sauf pour Télé Liban), et exclusivement sur le territoire libanais, par moyens analogiques mais aujourd'hui rarement utilisés pour la réception des chaînes, après une décision commune des entreprises libanaises privées spécialisées dans l'audiovisuel de chiffrer presque tous les canaux et chaînes et de supprimer les réseaux analogiques.
Dans cet article, les chaînes sont distinguées selon trois grandes catégories : les chaînes nationales, les chaînes régionales, les chaînes internationales et les chaînes disparues.

## Chaînes nationales
Les chaînes de télévision nationales sont les chaînes diffusées essentiellement sur le territoire libanais mais qui peuvent être reçues sur différents territoires du monde via des abonnements chez des opérateurs privés correspondants dans chaque pays. On peut les distinguer selon trois grands titres : les chaînes généralistes publiques qui sont des chaînes du secteur public libanais, les chaînes généralistes privées qui appartiennent à des entreprises privées, et les chaînes thématiques privées qui appartiennent elles aussi à des entreprises privées mais qui traîtent des sujets caractérisés par un thème précis. Voici une liste non exhaustive des chaînes dites nationales: 

### Chaînes généralistes publiques
| Logo | Nom        | Date de création | Notes                                     |
| ---- | ---------- | ---------------- | ----------------------------------------- |
|      | Télé Liban | 28 mai 1959      | Première chaîne de télévision             |
|      | Le Neuf    | 28 mai 1959      | Première chaîne de télévision francophone |

### Chaînes généralistes privées
| Logo                                  | Nom                                                    | Date de création | Notes                                                                |
| ------------------------------------- | ------------------------------------------------------ | ---------------- | -------------------------------------------------------------------- |
|                                       | MTV (Murr Television)                                  | 7 novembre 1991  | Réputée pour favoriser les positions politiques des partis chrétiens |
|                                       | Al Jadeed (New TV)                                     | 1991             |                                                                      |
|                                       | LBCI (Lebanese Broadcasting Corporation International) | 23 août 1985     |                                                                      |
|                                       | OTV (Orange TV)                                        | mai 2007         | Chaîne du Courant patriotique libre                                  |
|                                       | Al Manar                                               | 3 juin 1991      | Chaîne officiel du Hezbollah                                         |
|                                       | NBN (National Broadcasting Network)                    |                  |                                                                      |
| Al Mayadeen                           |                                                        |                  |                                                                      |
| ar:ملف:المؤسسة اللبنانية للإرسال.jpeg | LTV                                                    | 1er avril 2011   | Réputée pour favoriser les positions politiques des partis chrétiens |

### Chaînes thématiques privées

#### Chaînes musicales
- NRJ (Liban)
- ONE TV
- FM
- Aghani Aghani
- Mazzika
- Hawacom
- Maestro TV
- Nay TV
- Nay Music TV
- Nay Lebanon
- Arabica
- M Music TV

#### Chaînes d'informations, de divertissements et de religions
- Al Menbar
- Mouda TV
- Arab Women Channel
- Aliman TV
- Al Thabat
- Taha TV
- Télé Lumière
- Nour Sat
- Nour Al Shabab
- Mariam TV Channel
- Nour Al Sharq
- Nour Al Koddass
- Nour Music
- Nour Spirit

## Chaînes régionales
Plusieurs chaînes à dimensions régionales et diffusant dans une zone pouvant aller d'une ville et son agglomération jusqu'à un district entier, continuent de voir le jour. Cependant ce type de chaînes reste peu connu au Liban vu les immenses offres de chaînes étrangères sur les réseaux satellitaires et câblés, ce qui rend les chaînes régionales peu visibles et intéressantes aux yeux des ménages. On peut citer par exemple la chaîne Al Sada TV, chaîne essentiellement culturelle, diffusée à partir de la ville de Jdaideh et réservée à l'agglomération urbaine de la ville et à quelques communes voisines.

## Chaînes internationales
Les chaînes internationales sont des chaînes de télévision conçues spécialement pour l’ensemble de la diaspora libanaise dans le monde entier. Ces chaînes appartiennent généralement aux grands groupes audiovisuels libanais. Elles sont reçues par le biais d'opérateur de télévision réservant des offres complètes de chaînes ou bien vendues chaînes séparées. C'est le cas notamment en Amérique du Nord, en Europe ou même en Australie. Voici une liste non exhaustive de versions de chaînes libanaises destinées à plusieurs régions du monde : 
- LBC Europe
- LBC America
- LBC Maghreb
- LBC Australia
- LBC America
- LBC Africa
- Future TV USA

N.B : Toutes les chaînes généralistes nationales privées presque sont proposées sur différents bouquets dans différents pays du monde comme aux États-Unis, au Canada, en France et en Australie.

## Chaînes disparues
Depuis la naissance de la télévision libanaise en 1959, nombreuses sont les chaînes créées puis disparues ou fermées. On peut parler notamment de l’époque de la guerre libanaise lorsque la multiplication des chaînes et l’ouverture de plusieurs sociétés de diffusions étaient en pleine effervescence. Le nombre de chaînes de télévision au Liban est passé de 4 en 1975 à environ 52 chaînes puis en 1994 leur nombre a été réduit à environ 5 chaînes après la réforme de la loi de l’audiovisuel et la fermeture des sociétés de diffusion clandestine ouvertes pendant la guerre libanaise.
Voici une liste non exhaustive des chaînes de télévision disparues :
- Future TV: Cesse d'émettre en 2019.

- LDC (Lebanese Diaspora Channel) et ses variantes LDC America et LDC Australia, destinées essentiellement à la diaspora libanaise en Amérique du Nord et en Australie respectivement, disparues le 31 décembre 2019.
- LBC Sat - rachetée par Rotana Group et devenue LBC TV en 2012, devenant ainsi destinée exclusivement à un public panarabe.

- LBCI Drama : devenue LB2 International en 2016.
- LBC Plus
- Nagham TV : chaîne musicale devenue LBC Star Academy SD, avec une variante HD et toutes les deux reconnues par leurs logos verts, destinées à la diffusion de vidéosurveillance en direct 24 heures sur 24 des participants à la version arabophone de la Star Academy dans leur résidence, ce rôle étant assuré par Nagham TV pendant la période de diffusion de Star Academy avant la suppression de cette chaîne. Les deux nouvelles chaînes ont été finalement supprimées.
- C33 : chaîne de télévision francophone disparue en 1996, seule chaîne francophone privée existant à l'époque.
- WOW : chaîne libanaise diffusée depuis l'Italie et disparue en 2009.
- Lebanon 24 TV Channel: devenue LTV en 2021.
- Télé Orient : fusion avec Télé Liban en 1977.